# Royal Canadian Navy
Royal Canadian Navy (RCN) ((fransk) Marine royale canadienne), er den maritime gren af Canadas væbnede styrker. Flåden opererer omkring 33 krigsskibe samt adskillige støttefartøjer og har 8.500 militært ansatte, 5.100 reservister og 5.300 civilt ansatte. Den nuværende chef for marinestaben er Viceadmiral Paul Maddison.
Flåden blev grundlagt i 1910 som Naval Service of Canada og omdannet til Royal Canadian Navy i 1911 og blev underlagt det canadiske forsvarsministerium i 1923. I 1968 blev flåden sammenlagt med Royal Canadian Air Force og Canadian Army for således at danne et enhedsværn. Flåden var fra dette tidspunkt frem til 2011 benævnt Maritime Command. Igennem tiden har RCN gjort tjeneste i første og anden verdenskrig, Koreakrigen Golfkrigen og krigen mod terror samt adskillige af FN's fredsbevarende og -skabende missioner samt et stort antal NATO-operationer.

## Historie

### 1910–1968
Etableringen af Naval Service of Canada fandt sted kort efter vedtagelsen af den canadiske flådelov der blev fremsat af den daværende premierminister Sir Wilfrid Laurier. Naval Service of Canada var tænkt som en selvstændig flådestyrke underlagt Dominion of Canada, som, hvis nødvendigt, kunne underlægges britiske kontrol. Loven blev godkendt af kongen den 4. maj 1910. Flådens to første skibe blev de tidligere Royal Navy-fartøjer HMCS Niobe og HMCS Rainbow. Naval Service blev omdøbt til Royal Canadian Navy af Kong George 5. den 29. august 1911.
I de første år af 1. verdenskrig patruljerede RCN's seks skibe både øst- og vestkysten for at afskrække den tyske ubådstrussel, mens et syvende skib, HMCS Shearwater, indgik i flådens tal i 1915. Lige før afslutningen på krigen i 1918 blev Royal Canadian Naval Air Service etableret med henblik på antiubådskrigsførelse, flyvetjenesten blev dog nedlagt efter våbenhvilen den 11. november.
Efter krigen overtog Royal Canadian Navy nogle ansvarsområder fra transportministeriets marinetjeneste og flåden begyndte langsomt at opbygge kapaciteter og de første skibe bygget udelukkende til RCN hejste kommando i 1932. Ved 2. verdenskrigs udbrud var flåden i besiddelse af elleve krigsskibe, 145 officerer og 1.674 mand. Under krigen blev Royal Canadian Navy kraftigt udvidet og blev den tredjestørste flåde i verden efter United States Navy og Royal Navy. Ved afslutningen af slaget om Atlanten havde RCN sænket 27 tyske undervandsbåde og sænket eller erobret 42 fjendtlige overfladeskibe, mens det var lykkedes koffardiflåden at foretage 25.343 krydsninger af Atlanterhavet. Flåden mistede 24 skibe og 1.797 sømænd i krigen.
Fra 1950 til 1955, under Koreakrigen, fastholdt canadiske destroyere en tilstedeværelse ud for den koreanske halvø, hvor man foretog ildstøtte for de amerikanske landstyrker mens flåden hjemme opgraderede sine antiubådskapaciteter for at imødegå den stigende sovjetiske ubådstrussel. I løbet af 1960'erne udfasede Royal Canadian Navy de sidste af krigsskibene fra 2. verdenskrig og forøgede sine antiubådskapaciteter betragteligt ved anskaffelsen af Sikorsky CH-124 Sea King og dermed var Canada en af de første til at bruge store helikoptere på små krigsskibe. På dette tidspunkt havde flåden desuden hangarskibet HMCS Bonaventure, der havde et antal McDonnell F2H Banshee jagerfly frem til 1962.

### 1968–nu
I 1968, under Lester B. Pearsons Liberale regering, blev Royal Canadian Navy, Royal Canadian Air Force og Canadian Army omdannet til Canadian Forces, hvor de tre værns operative kommandoer blev nedlagt og omdannet til tre stabe direkte under forsvarsministeriet, på tidspunktet under forsvarsminister Paul Hellyer. Den kontroversielle sammenlægning betød flåden blev omdannet til Maritime Command (MARCOM), mens alle flådens luftenheder blev overført til Air Command (tidligere Royal Canadian Air Force) i 1975. Sammenlægningen af de canadiske værn var første gang en nation med et moderne militær kombinerede dets flåde-, land- og flystyrker under en kommando.
I 1970'erne og 1980'erne skete der en rationalisering af flåden samt tilgangen af Iroquois-klassen, som senere blev opgraderet til primære luftforsvarsenheder samt bygningen af Halifax-klassen i midten af 1990'erne. Adskillige andre rationaliseringsforslag blev fremsat under denne æra, både af regeringen og forsvaret såvel som det canadiske institut for militære og strategiske studier. I 1990 sendte Canada tre skibe til at støtte Operation Desert Shield, og senere Operation Desert Storm. Senere i årtiet sendte MARCOM enheder til at patruljere i Adriaterhavet under krigen i Eksjugoslavien samt Kosovokrigen. For nylig har flåden sendt fartøjer ud under Operation Apollo samt til Afrikas Horn for at bekæmpe sørøveri ud for Somalia. Den konservative regering ledet af Stephen Harper offentliggjorde den 16. august 2011 at Maritime Command skifter sit navn tilbage til Royal Canadian Navy.

## Struktur
Royal Canadian Navys hovedkvarter er National Defence Headquarters (NDHQ) i Ottawa, Ontario. Siden 1968, har RCN været den maritime del af Canadian Forces, og har til opgave at sætte styrker til rådighed for militærets fire operative kommandoer, primært Canada Command samt Expeditionary Command, men også for Canadian Operational Support Command samt i mindre grad til Canadian Special Operations Forces Command.

### Atlanterhavsflåden
Royal Canadian Navys atlanterhavsflåde, benævnt Maritime Forces Atlantic (MARLANT), har hovedkvarter og basehavn i CFB Halifax i Halifax, Nova Scotia med støtte fra flyvestationen CFS St. John's i Newfoundland. Tilknyttet til MARLANT og CFB Halifax er Royal Canadian Air Forces 12. Wing Shearwater, på Shearwater Heliport, som står for fastvinget flystøtte til atlanterhavsflåden. RCAF's 14. Wing Greenwood støtter også MARLANT med fastvingede fly via 404. Maritime patrulje- og træningseskadrille samt 405. Maritime patruljeeskadrille. Atlanterhavsflådes andre faciliteter omfatter blandt andet CFAD Bedford, et ammunitionsdepot, to flåderadioer (Naval Radio Section (NRS) Newport Corner og NRS Mill Cove).
Atlanterhavsflåden består af 19 krigsskibe og et antal støtteskibe og er ansvarlig for patruljeringen i Canadas østlige eksklusive økonomiske zone (EØZ), såvel som Canadas ansvarsområder i Atlanterhavet og det østlige Ishav.

### Stillehavsflåden
Royal Canadian Navy's stillehavsflåde, benævnt Maritime Forces Pacific eller MARPAC, har hovedkvarter på CFB Esquimalt i British Columbia. Organisationen er bemandet med 4.000 militære og 2.000 civile ansatte og bliver ledet af kontreadmiral Nigel S. Greenwood.
Med fjorten krigsskibe og adskillige støttefartøjer i Esquimalt, har stillehavsflåden ansvaret for Canadas EØZ på vestkysten, samt landets forpligtelser i Stillehavet og det vestlige Ishav. Orlogsværftet Cape Breton yder service og vedligehold til stillehavsflåden. Royal Canadian Air Forces 443. maritime helikoptereskadrille baseret på Patricia Bay Heliport yder støtte til stillehavsflåden, men er under kommando af 12. Wing Shearwater, mens 19. Wing Comox yder fastvinget støtte for MARPAC primært ved 407. langtrækkende patruljeeskadrille.

### Reserve
Canadas Naval Reserve Headquarters (NAVRESHQ) er placeret i Pointe-a-Carcy Naval Complekset i byen Quebec i provinsen Quebec. Hovedkvarteret er ansvarlig for fireogtyve flådereserveafdelinger fordelt over hele landet. I komplekset hører også Canadian Forces Fleet School Quebec samt HMCS Montcalm til. Flådens reservestyrke tæller omkring 4.000 reservister og er underlagt flotilleadmiral David W. Craig.

## Flåden

### Kampskibe
Den canadiske flåde har 24 overfladeskibe samt fire undervandsbåde. Overfladeskibene benytter præfikset Her Majesty's Canadian Ship ((dansk) Hendes majestæts canadiske skib, forkortet HMCS):
- 12 fregatter af Halifax-klassen.
- 12 patruljefartøjer af Kingston-klassen.

Udover overfladeskibene råder flåden over fire Victoria-klasse undervandsbåde købt fra Royal Navy i 1998. Disse fartøjer benytter præfikset Her Majesty's Canadian Submarine.
Royal Canadian Navy råder desuden over skoleskibet HMCS Oriole, et historisk sejlskib der hejste kommando i 1921. Selvom skibet indgår i flådens tal regnes det ikke med blandt aktive krigsskibe i Royal Canadian Navy.

### Støtteskibe
RCN har et antal støtteskibe til at støtte landets skibe, disse er ikke krigsskibe og bærer ikke præfikset HCMS. Blandt støtteskibene er otte patruljefartøjer af Orca-klassen, fem bugserbåde af Ville-klassen, fem bugserbåde af Glen-klassen samt to ildslukningsfartøjer af Fire-klassen.

### Luftfartøjer
Siden 1975 er alt luftstøtte til flåden blevet udført af Royal Canadian Air Force igennem 1 Canadian Division og 12 Wing Shearwater på vegne af Royal Canadian Navy. RCAF benytter fireogtyve Sikorsky CH-124 Sea King helikoptere udrustet til antiubådskrigsførelse og SAR samt 21 Lockheed CP-140 Aurora maritime patruljefly.

### Fremtiden
Flere moderniseringsprogrammer er igangsat for at føre flåden op til en moderne standard. Der er planer om at bygge to eller tre nye støtteskibe som erstatning for den nuværende Protecteur-klasse. Disse skibe skal kunne støtte en flådestyrke, give en begrænset transportkapacitet samt stabsfaciliteter. Man har desuden planer om at opbygge et arktisk beredskab bestående af seks til otte inspektionsskibe samt etablering af en flådestation, en dybtvandshavn i Nunavut. Fregatterne af Halifax-klassen undergår for tiden en levetidsforlængelse, mens de 24 Sea King-helikoptere som flåden benytter på deres skibe skal erstattes af 28 styks Sikorsky CH-148 Cyclone.

## Rangorden

### Officersgruppen
Canadiske officerer har et antal tjenestegrader fra OF-1 til OF-9. Der findes kun én OF-9 stilling i Canadas væbnede styrker; chefen for forsvarsstaben, som ikke nødvendigvis er fra flåden. Den højeste placerede rene flådestilling er OF-8, en viceadmiral, som er chef for marinestaben. OF-6 (Commodore) til OF-9 (Admiral/Amiral) er omtalt som chefgruppen, mens OF-3 (Lieutenant-Commander/Capitaine de corvette) til OF-5 (Captain (N)/Capitaine de vaisseau) er omtalt som seniorofficerer mens OF-2 (Lieutenant (N)/Lieutenant de vaisseau) og OF-1 (Sub-Lieutenant) er omtalt som juniorofficerer. Kadetter er omtalt som underordnede officerer. Alle officerer i det canadiske forsvar modtager et diplom fra Canadas generalguvernør, som også er den officielle øverstkommanderende for Canadas væbnede styrker.
Søofficerer bliver uddannet på Royal Military College of Canada i Kingston, Ontario, Royal Military College Saint-Jean i Saint-Jean, Quebec og søofficersuddannelsescentret ved Work Point, Esquimalt, British Columbia. Enkelte specialiserede kandidater kan blive udnævnt officer uden at have gennemgået Royal Military College, dette bliver omtalt som Direct Entry Officer (DEO) Plan.
| NATO-rang     | OF-9            | OF-8                      | OF-7                        | OF-6            | OF-5                           | OF-4                            | OF-3                                        | OF-2                               | OF-1                                 | Kadet                     |
| ------------- | --------------- | ------------------------- | --------------------------- | --------------- | ------------------------------ | ------------------------------- | ------------------------------------------- | ---------------------------------- | ------------------------------------ | ------------------------- |
| Distinktion   |                 |                           |                             |                 |                                |                                 |                                             |                                    |                                      |                           |
| Canadisk rang | Admiral/ Amiral | Vice Admiral/ Vice-amiral | Rear Admiral/ Contre-amiral | Commodore       | Captain/ Capitaine de vaisseau | Commander/ Capitaine de frégate | Lieutenant-Commander/ Capitaine de corvette | Lieutenant/ Lieutenant de vaisseau | Sub-Lieutenant Acting Sub-Lieutenant | Cadet/ Aspirant de marine |
| Dansk rang    | Admiral         | Viceadmiral               | Kontreadmiral               | Flotilleadmiral | Kommandør                      | Kommandørkaptajn                | Orlogskaptajn                               | Kaptajnløjtnant                    | Premierløjtnant Løjtnant             | Findes ikke               |

### Sergent og meniggruppen
Sergent og meniggruppen er inddelt i et antal tjenestegrader fordelt på NATO-rangsystemet OR-2 to OR-9. OR-9 (Chief Petty Officer 1st Class), OR-8 (Chief Petty Officers 2nd Class) og OR-7 (Petty Officer 1st Class) er sammen med OR-6 (Petty Officer 2nd Class, omtalt som sergentgruppen. OR-5 (Master Seaman) og OR-4 (Leading Seaman) er omtalt som "junior underofficerer", mens OR-3 (Able Seaman) og OR-2 (Ordinary Seaman) er omtalt som meniggruppen.
Alle i sergent- og meniggruppen i det canadiske forsvar skal undergå det canadiske forsvars basisuddannelse i Saint-Jean-sur-Richelieu. Rekrutterne gennemgår derefter en tjenestegrensspecifik uddannelse på forskellige militærinstitutioner i Canada.
| NATO rang     | OR-9                          | OR-8                          | OR-7                    | OR-6                    | OR-5          | OR-4           | OR-3             | OR-2                | OR-1                                          |
| ------------- | ----------------------------- | ----------------------------- | ----------------------- | ----------------------- | ------------- | -------------- | ---------------- | ------------------- | --------------------------------------------- |
| Distinktion   | -                             |                               |                         |                         |               |                |                  |                     | -                                             |
| Canadisk rang | Chief Petty Officer 1st Class | Chief Petty Officer 2nd Class | Petty Officer 1st Class | Petty Officer 2nd Class | Master Seaman | Leading Seaman | Able Seaman      | Ordinary Seaman     | Findes ikke                                   |
| Dansk rang    | Chefsergent                   | Seniorsergent                 | Oversergent             | Findes ikke             | Sergent       | Korporal       | Marinespecialist | Marineoverkonstabel | Marinekonstabel Marineelev Værnepligtig menig |

## Traditioner

### Fanen
Dronningens, eller kongens fane (omtalt som "majestætens fane") er blevet udskiftet tre gange: I 1939 blev fanen tildelt af George 6. i Esquimalt, udskiftet i 1959 af Elizabeth 2. og Prins Phillip i Halifax, udskiftet igen i 1979 af Dronningemoderen i Halifax og blev sidst udskiftet i 2009 af Canadas generalguvernør og øverstbefalende Michaëlle Jean i Halifax. Fanen er en ceremoniel fane med et ahornblad i den øverste venstre kanton, monarkens monogram (et stort E på en blå baggrund omgivet af tudorroser og laurbær under en krone) samt et anker (fra flådens gøs) i det nederste venstre hjørne. De nævnte elementer er tilstede på fanerne fra 1979 og 2009. Fanerne fra 1959 og 1939 bestod af et White Ensign med dronningens eller kongens monogram i midten.
Brugen af Royal Navys White Ensign blev tilladt for RCN i 1925. To tjenesteflag blev sendt til Halifax og Esquimalt. I 1937 blev de pensioneret og nye flag blev tilsendt fra Storbritannien. Flådens pensionerede flag er opbevaret ved Beechwood kirkegården i Ottawa Ontario.

### Arv
Royal Canadian Navys historie er bevaret og fremvist på flådens museum i Halifax, Canadian War Museum og marinemuseet i Alberta samt museer på adskillige flådestationer. Et antal historiske skibe er bevaret, inklusiv hydrofoilen HMCS Bras d'Or og ubådene HMCS Ojibwa (S72) og Onondaga (S73). Korvetten HMCS Sackville tjener som Canadas flådemindesmærke. Et monument placeret ved Point Pleasant Park i Halifax hylder de søfolk der har mistet livet i fredstid.

## Eksterne links
- Wikimedia Commons har flere filer relateret til Royal Canadian Navy
- Royal Canadian Navy: Officiel hjemmeside Arkiveret 9. februar 2010 hos  Wayback Machine
- ReadyAyeReady.com: 100 years of the Canadian navy